# Pseudodiptera musiforme
Pseudodiptera musiforme är en fjärilsart som beskrevs av William James Kaye 1918. Pseudodiptera musiforme ingår i släktet Pseudodiptera och familjen björnspinnare. Inga underarter finns listade i Catalogue of Life.